# Gymnopédies
As Gymnopédies são três composições para piano escritas pelo francês Erik Satie, publicadas em Paris em 1888.
Curtas e atmosféricas, as peças são compostas em 3/4, cada uma compartilhando um tema e uma estrutura comum. Coletivamente, elas são consideradas precursoras da música ambiente moderna – peças calmas mas excêntricas que, quando compostas, desafiaram a tradição clássica. As melodias usam dissonâncias deliberadas mas amenas contra a harmonia, produzindo um efeito melancólico que combina com as instruções de execução, que são tocar cada peça lentamente, dolorosamente.
A partir da segunda metade do século XX, as obras foram erroneamente descritas como parte da música de mobília, provavelmente devido à interpretação que delas fez John Cage.

## Composição
O trabalho foi baseado na poesia de J.P. Contamine de Latour (1867–1926), que escreveu Les Antiques ("O Antigo"), um poema com as seguintes linhas:
Oblique et coupant l'ombre un torrent éclatant
Ruisselait en flots d'or sur la dalle polie
Où les atomes d'ambre au feu se miroitant
Mêlaient leur sarabande à la gymnopédie
A conotação exata de Contamine no uso do termo gymnopédie é incerta. Pode se referir à dança, dada a menção anterior à sarabanda. Ou antiguidade, dado o título do artigo. Ou ainda nudez, apesar de palavras como "gymnastique" (ginástica) e "gymnase" (ginásio) baseadas na mesma palavra para nudez (γυμνός - "gymnos") serem comuns naquela época, ainda que sem referência à nudez propriamente dita.
As Gymnopédies são as primeiras composições em que Satie tentou se desvencilhar do ambiente da música de salão de seu pai e de sua madrasta. Em setembro de 1887 ele compôs três sarabandas (Trois Sarabandes), referenciando La Perdition de Contamine, que conhecia pessoalmente. Aparentemente, o compositor já usava o termo gymnopédiste antes de escrever a obra.
A composição das Gymnopédies começou dois meses após, completadas em abril de 1888. Em agosto, Gymnopédie nº 1 foi publicada, acompanhada dos versos de Contamine supracitados. Entretanto, é incerto se o poema foi escrito antes da música. Num momento posterior do mesmo ano foi publicada Gymnopédie nº 3. Entretanto, a publicação de Gymnopédie nº 2 aconteceu somente sete anos depois.
Ao fim de 1896, a popularidade de Satie estava em declínio, assim como sua situação financeira. Claude Debussy, cuja popularidade estava em alta na época, ajudou a popularizar o trabalho do seu amigo. Ele acreditava que Gymnopédie nº 2 não deveria ser orquestrada, e portanto orquestrou em fevereiro de 1897 somente a primeira e a terceira, em ordem inversa:
- Gymnopédie nº 1 (para piano, por Satie) → Gymnopédie nº 3 (para orquestra, por Debussy)
- Gymnopédie nº 3 (para piano, por Satie) → Gymnopédie nº 1 (para orquestra, por Debussy)

A partitura foi então publicada em 1898.